# 王浩信
王浩信（1983年7月7日—），原名王昊，香港男演員及歌手，以歌手身分出道，現為無綫電視部頭合約及前邵氏兄弟藝員，於2017年及2020年獲得《萬千星輝頒獎典禮》「最佳男主角」獎。

## 個人經歷
王浩信出生於中國深圳市，父親是新疆漢族，母親是潮汕人，童年時隨父母移居香港。他曾就讀聖士提反堂小學和聖士提反堂中學，於美國科羅拉多 Colorado Springs School 完成中學學業，繼而於香港藝術學院修畢平面設計高級文憑課程，加入娛樂圈前為平面設計師。他因一次唱卡啦OK時被經理人發掘，經試音後正式成為工作者。2005年，他簽約Neway集團旗下唱片公司Neway Star，並於2006年推出其首張個人專輯；在約滿後加入無綫電視，主要向電視劇方面發展。2010年，他憑台慶劇《刑警》首度獲提名《萬千星輝頒獎典禮2010》「最佳男配角」，並在《MY AOD我的最愛頒獎典禮2011》奪得「我的最愛最具潛質男藝員」獎。2013年，他在《萬千星輝頒獎典禮2013》獲得「飛躍進步男藝員」獎。
2015年，王浩信在劇集《樓奴》首度擔任男主角，並在《萬千星輝頒獎典禮2015》首度獲提名「最佳男主角」。2016年，他在超時空警匪劇《EU超時任務》飾演表面古惑但內心正直的圍村村長「關鼎名（渠頭）」，演出備受好評，並獲網民支持獲得《萬千星輝頒獎典禮2016》「最佳男主角」和「最受歡迎電視男角色」，最終在兩個界別均入圍最後五強。同年2月，他在拍攝劇集《致命復活》時受傷。另外，他亦為該劇獻唱主題曲《不可告人》。
2017年，王浩信在劇集《不懂撒嬌的女人》飾演暖男「程日暉（Saving）」。同年，他在劇集《踩過界》中作出突破，首次挑戰盲人角色，飾演盲人大律師「文申俠（盲俠、Hope Man）」，同時主唱該劇主題曲《心眼》。他憑此劇首次奪得《星和無綫電視大獎2017》「我最愛TVB男主角」獎，成為新加坡視帝；更在《萬千星輝頒獎典禮2017》奪得「最佳男主角」獎，成為香港視帝。同年，他為自己有份主演的劇集《溏心風暴3》與菊梓喬合唱片尾曲《欲言又止》。
2018年，王浩信在台慶劇《兄弟》飾演網絡教主「張非凡（Fever）」，並為該劇獻唱主題曲《非凡》。他在《萬千星輝頒獎典禮2018》入圍「馬來西亞最喜愛TVB男主角」最後三強，以及再度入圍「最佳男主角」最後五強。
2019年，王浩信在台慶劇《解決師》向武打動作挑戰，飾演「敖熙辰（O Sir）」一角，並為該劇獻唱片尾曲《愛不起》。他自言在拍攝該劇期間每天工作就是與人打架，亦慶幸拍攝以來沒有受傷太多。他憑此劇在《萬千星輝頒獎典禮2019》再度入圍「最佳男主角」及「最受歡迎電視男角色」，並於兩個界別均入圍最後五強。同年，他在《流行經典50年》演繹《至少還有你》獲網民讚賞。
2020年，王浩信主演的劇集《反黑路人甲》及《踩過界II》播出，並為《反黑路人甲》獻唱主題曲《似真如假》及插曲《甘心替代你》。兩劇在播出後均獲得不錯的口碑，當中《踩過界II》更是無綫電視53週年台慶劇之一。他憑《踩過界II》「文申俠」一角在《萬千星輝頒獎典禮2020》再次奪得「最佳男主角」獎，在相隔三年後再度成為香港視帝；同時還獲得「馬來西亞最喜愛TVB男主角」獎，成為馬來西亞視帝。另外，王浩信從2016年至2020年連續五年均入圍《萬千星輝頒獎典禮》「最佳男主角」最後五強。同時，他是監製林志華的常用演員。
2021年，王浩信在時裝懸疑劇《刑偵日記》首度挑戰多重人格的角色，在劇中一人分飾多角，分別飾演身手了得的重案組臥底「葉勁峰」，體弱但性格窩心的筆跡專家兼犯罪心理學家「朱璣」，心理年齡只有十四歲的「Matt」，以及能操流利馬來語的「Michael」；並為該劇獻唱主題曲《天窗》，同時再度與菊梓喬合唱插曲《蝴蝶效應》。他憑此劇在《萬千星輝頒獎典禮2021》入圍「馬來西亞最喜愛TVB男主角」最後五強，以及入圍「最佳男主角」最後十強。
2023年12月，與無綫電視轉簽部頭合約。2024年與邵氏合約結束後專注在內地發展。

## 家庭生活
王浩信與同為無綫藝員的女友陳自瑤於2011年11月11日上午11時舉行婚禮。2012年，妻子陳自瑤誕下女兒。2017年9月，他在接受訪問時透露女兒遺傳了自己設計天分，喜歡繪畫，父女之間透過爸爸繪畫、女兒塗顏色作親子溝通。王浩信同時表示女兒遺傳了他很多，包括長腿，笑言擔心她因此而多人追求。他與女兒感情要好，更指女兒稱呼他爲「bro」（兄弟）。
王浩信誹聞甚多，自從與陳自瑤交往及結婚後，先後與陳法拉、謝芷蕙、莊思明、黃心穎、蔡思貝、江嘉敏等女藝人傳緋聞，所以二人近年經常被謠傳關係早已疏遠及離婚等消息，但二人未正面回應相關傳聞。

## 軼聞
王浩信近年演出的劇集，監製都要求他拍脫衣服鏡頭，有這些鏡頭的劇集包括《換樂無窮》第7集 ，第10集，第15集、《飛虎》第2集、《法外風雲》第15集、《廉政行動2014》、《東坡家事》、《再戰明天》、《樓奴》《EU超時任務》、《致命復活》、《不懂撒嬌的女人》、《踩過界》及《兄弟》、《反黑路人甲》、《踩過界II》及《刑偵日記》，堪稱「除衫王」。另外，他曾於2018年在《美女廚房》第4集中透露，為了改善自己的身體狀況近年改食全素。此外，王浩信是一名左撇子，但尚能使用右手寫字。

## 演出作品

### 電視劇
| 首播     | 劇名               | 角色                        |
| 無綫電視 |                    |                             |
| 2008年   | 野蠻奶奶大戰戈師奶 | Mark                        |
| 2008年   | 尖子攻略           | 程國浩（Benny）             |
| 2009年   | 富貴門             | 司徒豐（Tiger）             |
| 2010年   | 公主嫁到           | 阿史那沙苾（宇文傑）        |
| 2010年   | 刑警               | 高紀煬（Carson）            |
| 2010年   | 居家兵團           | 唐守禮（Leo）               |
| 2011年   | 你們我們他們       | Gary                        |
| 2012年   | 換樂無窮           | 榮耀（Wayne）               |
| 2012年   | 飛虎               | 邱駿軒（軒仔）              |
| 2012年   | 雷霆掃毒           | 邱駿軒（軒仔）              |
| 2012年   | 名媛望族           | 鍾啟燁（Jimmy）             |
| 2012年   | 法網狙擊           | 鄧啟善（Duncan）            |
| 2013年   | 戀愛季節           | 馮修文（Simon）             |
| 2013年   | 女警愛作戰         | 董兆良                      |
| 2013年   | 好心作怪           | 唐善知（Eason）             |
| 2013年   | 法外風雲           | 宋家耀（Gilbert）           |
| 2013年   | 貓屎媽媽           | 任嘉政（任Sir）             |
| 2014年   | 愛我請留言         | 王子翔（Edward）            |
| 2014年   | 廉政行動2014       | Jacky                       |
| 2014年   | 再戰明天           | 喬正橋（Q Sir）             |
| 2015年   | 樓奴               | 樓耀明（Jack）              |
| 2015年   | 東坡家事           | 秦少游                      |
| 2016年   | EU超時任務         | 關鼎名（渠頭）              |
| 2016年   | 致命復活           | 康成哲（Max）               |
| 2017年   | 不懂撒嬌的女人     | 程日暉（Saving）            |
| 2017年   | 踩過界             | 文申俠（盲俠、Hope man）    |
| 2017年   | 溏心風暴3          | 黃圍家（Kyle）              |
| 2018年   | 兄弟               | 張非凡（Fever）             |
| 2019年   | 解決師             | 敖熙辰（O Sir）／ K         |
| 2020年   | 反黑路人甲         | 張細倫／蔣世龍              |
| 2020年   | 踩過界II           | 文申俠（盲俠、Hope man）    |
| 2021年   | 刑偵日記           | 葉勁峰／朱璣／Matt／Michael |
| 2024年   | 狀王之王           | 宋世傑                      |
| 2024年   | 黑色月光           | 成風                        |
| 邵氏兄弟 |                    |                             |
| 2020年   | 非凡三俠           | Jackson                     |
| 2023年   | 廉政狙擊           | 韋繼明                      |
| 中國大陸 |                    |                             |
| 2022年   | 家有姐妹           | 余生                        |
| 2025年   | 黄雀               | 姜吉峰                      |

### 電影
| 首映     | 電影名               | 角色                           |
| 2006年   | 半醉人間             |                                |
| 2007年   | 甜心粉絲王           | 藍宇                           |
| 2008年   | 追擊黑白森林         |                                |
| 2010年   | 撕票風雲             | 泉                             |
| 2011年   | 我愛香港開心萬歲     |                                |
| 2019年   | 你咪理，我愛你！     |                                |
| 2019年   | 催眠·裁決            | 林柏明                         |
| 2022年   | 心裏美               | 何強強（KK HO, Ho the Strong） |
| 網絡電影 |                      |                                |
| 2020年   | 追龍番外篇之十億探長 | 徐樂                           |
| 2021年   | 兵王之絕境狙殺       | 雲飛揚／史建國                 |
| 2023年   | 追龍番外篇之龍爭虎鬥 | 徐樂                           |
| 2023年   | 見怪                 | 游己任                         |

### 微電影
| 首映   | 電影名           | 角色             |
| 2016年 | 洗衣簿群星事件簿 | 關鼎名（第三集） |

### 電台節目
- 2005 - 2006年：TeenPower《大堆頭》（逢星期四 - E依凹Love清保涼）

## 主持作品
| 首播         | 節目名               | 備註             |
| TVB8         |                      |                  |
| 2005年       | 潮之達人             |                  |
| 2006年       | 超級樂壇全接觸       |                  |
| 2006年       | 星級育樂王           |                  |
| 2006年       | 火爆音樂空間         | 嘉賓主持         |
| 2007至2008年 | 玩美主意             |                  |
| 2008年       | 美少男美少女飆戰舞台 |                  |
| TVB生活台    |                      |                  |
| 2010年       | 浪漫情迷西班牙       |                  |
| 翡翠台       |                      |                  |
| 2011年       | 萬千星輝頒獎典禮2011 | 與鄭裕玲一同主持 |

## 音樂作品

### 音樂專輯
| 專輯 # | 專輯名稱        | 專輯類型 | 發行公司   | 發行日期       | 曲目 |
| 1st    | Never Exhausted | 大碟     | Neway Star | 2006年5月9日   | 曲目 CD 1. 訊號 2. 別怕 3. 愛與被愛（梁晴晴合唱） 國語版為《愛與不愛》 4. 愛妳便愛 國語版為《幸福年代》 5. 誘心人 6. 不散不見 7. 幸福年代 粵語版為《愛妳便愛》 8. 愛與不愛（梁晴晴合唱） 粵語版為《愛與被愛》 |
| 2nd    | Show Everywhere | 大碟     | Neway Star | 2006年12月21日 | 曲目 CD 1. Somewhere 2. 貓步 3. Baby Boy 4. 分手不分開 5. 拖字闕（方皓玟合唱） 6. Sorry 7. Sometime 8. 說...愛 9. 觸電 (國語) 10. Sorry (國語)                                                                |

### 其他歌曲
| 年份   | 歌名               | 備註                                     |
| 2008年 | 最難過今天         | 《野蠻奶奶大戰戈師奶》插曲 與胡杏兒合唱  |
| 2008年 | 哪時此刻           | 與胡杏兒合唱                             |
| 2016年 | 不可告人           | 《致命復活》主題曲                       |
| 2017年 | 陪著你走（合唱版） | 與譚嘉儀合唱                             |
| 2017年 | 心眼               | 《踩過界》及《踩過界ll》主題曲           |
| 2017年 | 欲言又止           | 《溏心風暴3》片尾曲 （與HANA菊梓喬合唱） |
| 2018年 | 非凡               | 《兄弟》主題曲                           |
| 2019年 | 愛不起             | 《解決師》片尾曲                         |
| 2020年 | 似真如假           | 《反黑路人甲》主題曲                     |
| 2020年 | 甘心替代你         | 《反黑路人甲》插曲                       |
| 2021年 | 天窗               | 《刑偵日記》主題曲                       |
| 2021年 | 蝴蝶效應           | 《刑偵日記》插曲（與HANA菊梓喬合唱）     |

## 派台歌曲成績
| 派台歌曲成績（四台） | 派台歌曲成績（四台） | 派台歌曲成績（四台） | 派台歌曲成績（四台） | 派台歌曲成績（四台） | 派台歌曲成績（四台） | 派台歌曲成績（四台）                                                              | 派台歌曲成績（四台）                                                              |                                                                   |
| -------------------- | -------------------- | -------------------- | -------------------- | -------------------- | -------------------- | --------------------------------------------------------------------------------- | --------------------------------------------------------------------------------- | ----------------------------------------------------------------- |
| 唱片                 | 歌曲                 | 903                  | RTHK                 | 997                  | TVB                  | 備註                                                                              | 備註                                                                              |                                                                   |
| 2005年               |                      |                      |                      |                      |                      |                                                                                   |                                                                                   |                                                                   |
| Never Exhausted      | 訊號                 | -                    | -                    | 5                    | -                    |                                                                                   |                                                                                   |                                                                   |
| Never Exhausted      | 愛妳便愛             | -                    | -                    | -                    | -                    |                                                                                   |                                                                                   |                                                                   |
| Never Exhausted      | 別怕                 | -                    | 19                   | 7                    | -                    |                                                                                   |                                                                                   |                                                                   |
| 2006年               |                      |                      |                      |                      |                      |                                                                                   |                                                                                   |                                                                   |
| Never Exhausted      | 不散不見             | -                    | -                    | 13                   | -                    |                                                                                   |                                                                                   |                                                                   |
| Never Exhausted      | 愛與被愛             | 20                   | -                    | 3                    | -                    | 與梁晴晴合唱                                                                      | 與梁晴晴合唱                                                                      |                                                                   |
| Show Everywhere      | 貓步                 | -                    | -                    | 4                    | -                    |                                                                                   |                                                                                   |                                                                   |
| Show Everywhere      | 分手不分開           | 16                   | 16                   | 9                    | -                    |                                                                                   |                                                                                   |                                                                   |
| Show Everywhere      | Sorry                | -                    | -                    | -                    | 2                    |                                                                                   |                                                                                   |                                                                   |
| 2007年               |                      |                      |                      |                      |                      |                                                                                   |                                                                                   |                                                                   |
| Show Everywhere      | 拖字闕               | -                    | -                    | 5                    | -                    | 與方皓玟合唱                                                                      | 與方皓玟合唱                                                                      |                                                                   |
| 2014年               |                      |                      |                      |                      |                      |                                                                                   |                                                                                   |                                                                   |
|                      | We Are The Only One  | ×                    | ×                    | ×                    | 1                    | 首支冠軍歌 與TVB群星合唱 《2014 FIFA巴西世界盃》TVB主題曲                         | 首支冠軍歌 與TVB群星合唱 《2014 FIFA巴西世界盃》TVB主題曲                         |                                                                   |
| 2016年               |                      |                      |                      |                      |                      |                                                                                   |                                                                                   |                                                                   |
| My TV Love Songs     | 不可告人             | ×                    | ×                    | ×                    | 1                    | 無綫電視劇《致命復活》主題曲                                                      | 無綫電視劇《致命復活》主題曲                                                      |                                                                   |
| 2017年               |                      |                      |                      |                      |                      |                                                                                   |                                                                                   |                                                                   |
| Lonely               | 陪著你走（合唱版）   | -                    | 3                    | 3                    | 1                    | 與譚嘉儀合唱 翻唱盧冠廷歌曲                                                       | 與譚嘉儀合唱 翻唱盧冠廷歌曲                                                       |                                                                   |
|                      | 心眼                 | ×                    | ×                    | ×                    | 1                    | 無綫電視劇《踩過界》主題曲                                                        | 無綫電視劇《踩過界》主題曲                                                        |                                                                   |
| 忘記我自己           | 欲言又止             | -                    | 1                    | 17                   | 1                    | 跨年上榜 與HANA合唱 無綫電視劇《溏心風暴3》片尾曲 加拿大至 HIT 中文歌曲排行榜：10 | 跨年上榜 與HANA合唱 無綫電視劇《溏心風暴3》片尾曲 加拿大至 HIT 中文歌曲排行榜：10 |                                                                   |
| 2019年               |                      |                      |                      |                      |                      |                                                                                   |                                                                                   |                                                                   |
|                      | 愛不起               | ×                    | ×                    | ×                    | 2                    | 無綫電視劇《解決師》片尾曲                                                        | 無綫電視劇《解決師》片尾曲                                                        |                                                                   |
| 2020年               |                      |                      |                      |                      |                      |                                                                                   |                                                                                   |                                                                   |
|                      | 似真如假             | ×                    | ×                    | ×                    | 5                    | 無綫電視劇《反黑路人甲》主題曲                                                    | 無綫電視劇《反黑路人甲》主題曲                                                    |                                                                   |
|                      | 甘心替代你           | ×                    | ×                    | ×                    | 2                    | 翻唱鄭伊健歌曲 無綫電視劇《反黑路人甲》插曲                                       | 翻唱鄭伊健歌曲 無綫電視劇《反黑路人甲》插曲                                       |                                                                   |
| 2020年               |                      |                      |                      |                      |                      |                                                                                   |                                                                                   |                                                                   |
|                      | 似真如假             | ×                    | ×                    | ×                    | 5                    | 無綫電視劇《反黑路人甲》主題曲                                                    | 無綫電視劇《反黑路人甲》主題曲                                                    |                                                                   |
| 派台歌曲成績（五台） |                      |                      |                      |                      |                      |                                                                                   |                                                                                   |                                                                   |
| 唱片                 | 歌曲                 | 903                  | RTHK                 | 997                  | TVB                  | ViuTV                                                                             | 備註                                                                              |                                                                   |
| 2024年               |                      |                      |                      |                      |                      |                                                                                   |                                                                                   |                                                                   |
|                      | 講真呢鑊有啲傑       | ×                    | ×                    | ×                    | -                    | ×                                                                                 | 與陳昊廷、文佐匡、侯雋熙、彭家賢合唱 無綫電視劇《狀王之王》主題曲                 | 與陳昊廷、文佐匡、侯雋熙、彭家賢合唱 無綫電視劇《狀王之王》主題曲 |

| 各台冠軍歌總數 | 各台冠軍歌總數 | 各台冠軍歌總數 | 各台冠軍歌總數 | 各台冠軍歌總數 | 各台冠軍歌總數    | 各台冠軍歌總數    |
| -------------- | -------------- | -------------- | -------------- | -------------- | ----------------- | ----------------- |
| 四台           | 903            | RTHK           | 997            | TVB            | 備註              | 備註              |
| 四台           | 0              | 1              | 0              | 5              | 四台冠軍歌總數：0 | 四台冠軍歌總數：0 |
| 五台           | 903            | RTHK           | 997            | TVB            | ViuTV             | 備註              |
| 五台           | 0              | 0              | 0              | 0              | 0                 | 五台冠軍歌總數：0 |

- （*）上榜中
- （-）未能上榜
- （×）沒有派往該台
- （(1)）兩週冠軍

## 曾參與演唱會
2005年
- 5 - 7月：太陽計劃2005
- 7月：TeenPower十一狂潮
- 9 - 11月：抱抱良音05 - 抱抱迎新營、抱抱劇場
- 10月：伊丹谷良介大板音樂會表演嘉賓
- 12月：Soler直覺演唱會表演嘉賓、伊丹谷良介上海音樂會表演嘉賓

2006年
- 2月：小童群益會大使身身參與慈善演唱會

2011年
- 10月：《辛辣人妻》

2017年
- 10月14日：星夢遊輪雲頂夢號演唱會表演嘉賓

2025年
- 4月5日：黎瑞恩 X 王浩信 美國三藩市演唱會 - The Venue at Thunder Valley
- 7月5日：王浩信20週年紀念生日音樂會 - 廣州音樂唐人館（首場個人演唱會）

## 曾獲獎項及提名
| 年份   | 頒獎典禮                         | 獎項                    | 作品                               | 結果             |
| ------ | -------------------------------- | ----------------------- | ---------------------------------- | ---------------- |
| 2005年 | 2005年度TVB8金曲榜頒獎典禮       | 最佳男新人獎            | 不適用                             | 銅獎             |
| 2006年 | 新城勁爆頒獎禮2006               | 新城勁爆新登場男歌手    | 不適用                             | 獲獎             |
| 2006年 | 新城勁爆頒獎禮2006               | 新城勁爆合唱歌曲        | 《愛與被愛》（與梁晴晴合唱）       | 獲獎             |
| 2006年 | 2006年度十大勁歌金曲頒獎典禮     | 最受歡迎合唱歌曲獎      | 《愛與被愛》（與梁晴晴合唱）       | 銀獎             |
| 2006年 | 2006年度十大勁歌金曲頒獎典禮     | 最受歡迎新人獎          | 不適用                             | 提名             |
| 2006年 | IFPI香港唱片銷量大獎2006         | 最暢銷男新人            | 不適用                             | 獲獎             |
| 2007年 | 2007年度十大勁歌金曲頒獎典禮     | 新人薦場飆星獎          | 不適用                             | 提名             |
| 2007年 | 2007年度十大勁歌金曲頒獎典禮     | 最受歡迎唱作歌星        | 不適用                             | 提名             |
| 2008年 | 2008年度十大勁歌金曲頒獎典禮     | 最受歡迎合唱歌曲獎      | 《最難過今天》（與胡杏兒合唱）     | 銅獎             |
| 2010年 | 萬千星輝頒獎典禮2010             | 最佳男配角              | 《刑警》高紀煬                     | 提名             |
| 2011年 | MY AOD我的最愛頒獎典禮2011       | 我的最愛最具潛質男藝員  | 《刑警》高紀煬                     | 獲獎             |
| 2012年 | 萬千星輝頒獎典禮2012             | 最佳男配角              | 《名媛望族》鍾啟燁                 | 提名             |
| 2012年 | 萬千星輝頒獎典禮2012             | 飛躍進步男藝員          | 不適用                             | 提名             |
| 2013年 | 萬千星輝頒獎典禮2013             | 飛躍進步男藝員          | 不適用                             | 獲獎             |
| 2014年 | 萬千星輝頒獎典禮2014             | 最佳男配角              | 《再戰明天》喬正橋                 | 提名             |
| 2014年 | 萬千星輝頒獎典禮2014             | 最受歡迎電視男角色      | 《再戰明天》喬正橋                 | 提名             |
| 2014年 | TVB 馬來西亞星光薈萃頒獎典禮2014 | 我最愛TVB男配角         | 《再戰明天》喬正橋                 | 提名             |
| 2014年 | TVB 馬來西亞星光薈萃頒獎典禮2014 | 我最愛TVB電視角色       | 《再戰明天》喬正橋                 | 提名             |
| 2015年 | 星和無綫電視大獎2015             | 我最愛TVB男配角         | 《再戰明天》喬正橋                 | 獲獎             |
| 2015年 | TVB 馬來西亞星光薈萃頒獎典禮2015 | 我最喜愛TVB男配角       | 《東坡家事》秦少遊                 | 提名             |
| 2015年 | TVB 馬來西亞星光薈萃頒獎典禮2015 | 最喜愛TVB電視角色       | 《樓奴》樓耀明                     | 提名             |
| 2015年 | 萬千星輝頒獎典禮2015             | 最佳男主角              | 《樓奴》樓耀明                     | 提名             |
| 2015年 | 萬千星輝頒獎典禮2015             | 最受歡迎電視男角色      | 《樓奴》樓耀明                     | 提名             |
| 2015年 | 萬千星輝頒獎典禮2015             | 最佳男配角              | 《東坡家事》秦少游                 | 提名             |
| 2016年 | 星和無綫電視大獎2016             | 我最愛TVB男主角         | 《EU超時任務》關鼎名               | 提名             |
| 2016年 | 星和無綫電視大獎2016             | 我最愛TVB電視男角色     | 《EU超時任務》關鼎名               | 獲獎             |
| 2016年 | 星和無綫電視大獎2016             | 最喜愛TVB熒幕情侶       | 《EU超時任務》（與朱千雪）         | 提名             |
| 2016年 | TVB 馬來西亞星光薈萃頒獎典禮2016 | 我最喜愛TVB男主角       | 《EU超時任務》關鼎名               | 提名             |
| 2016年 | TVB 馬來西亞星光薈萃頒獎典禮2016 | 我最喜愛TVB電視角色     | 《EU超時任務》關鼎名               | 提名             |
| 2016年 | TVB 馬來西亞星光薈萃頒獎典禮2016 | 最喜愛TVB熒幕情侶       | 《EU超時任務》（與朱千雪）         | 獲獎             |
| 2016年 | 萬千星輝頒獎典禮2016             | 最佳男主角              | 《EU超時任務》關鼎名               | 最後五強         |
| 2016年 | 萬千星輝頒獎典禮2016             | 最受歡迎電視男角色      | 《EU超時任務》關鼎名               | 最後五強         |
| 2016年 | 萬千星輝頒獎典禮2016             | 最受歡迎劇集搭檔        | 《EU超時任務》（與朱千雪）         | 獲獎             |
| 2016年 | 萬千星輝頒獎典禮2016             | 最受歡迎劇集歌曲        | 《不可告人》                       | 提名             |
| 2016年 | 觀眾在民間電視大獎2016           | 民選最佳男主角          | 《EU超時任務》關鼎名               | 得票第二名       |
| 2016年 | 2016年度勁歌金曲頒獎典禮         | 勁歌金曲獎              | 《不可告人》                       | 獲獎             |
| 2016年 | 2016年度勁歌金曲頒獎典禮         | 最受歡迎男歌星          | 不適用                             | 提名             |
| 2017年 | iChoice網絡至強人氣大獎2017      | 網絡至強人氣視帝        | 不適用                             | 獲獎             |
| 2017年 | 星和無綫電視大獎2017             | 我最愛TVB熒幕情侶       | 《不懂撒嬌的女人》（與唐詩詠）     | 獲獎             |
| 2017年 | 星和無綫電視大獎2017             | 我最愛TVB男主角         | 《踩過界》文申俠                   | 獲獎             |
| 2017年 | 星和無綫電視大獎2017             | 我最愛TVB電視男角色     | 《踩過界》文申俠                   | 提名             |
| 2017年 | TVB 馬來西亞星光薈萃頒獎典禮2017 | 最喜愛TVB男主角         | 《踩過界》文申俠                   | 最後三強         |
| 2017年 | TVB 馬來西亞星光薈萃頒獎典禮2017 | 最喜愛TVB電視角色       | 《踩過界》文申俠                   | 獲獎             |
| 2017年 | TVB 馬來西亞星光薈萃頒獎典禮2017 | 最喜愛TVB熒幕情侶       | 《不懂撒嬌的女人》（與唐詩詠）     | 最後三強         |
| 2017年 | TVB 馬來西亞星光薈萃頒獎典禮2017 | 最喜愛TVB熒幕情侶       | 《踩過界》（與蔡思貝及朱千雪）     | 提名             |
| 2017年 | TVB 馬來西亞星光薈萃頒獎典禮2017 | 最喜愛TVB劇集歌曲       | 《心眼》                           | 提名             |
| 2017年 | 2017勁歌金曲優秀選第二回         | 候選歌曲                | 《心眼》                           | 提名             |
| 2017年 | 2017勁歌金曲優秀選第二回         | 候選歌曲                | 《陪著你走》（與譚嘉儀合唱）       | 提名             |
| 2017年 | YAHOO!人氣大獎2017 頒獎典禮      | 人氣電視劇集合唱歌      | 《陪著你走》（與譚嘉儀合唱）       | 獲獎             |
| 2017年 | YAHOO!人氣大獎2017 頒獎典禮      | 電視男藝人              | 不適用                             | 獲獎             |
| 2017年 | 2017年度勁歌金曲頒獎典禮         | 勁歌金曲獎              | 《心眼》                           | 提名             |
| 2017年 | 2017年度勁歌金曲頒獎典禮         | 勁歌金曲獎              | 《陪著你走》（與譚嘉儀合唱）       | 提名             |
| 2017年 | 2017年度勁歌金曲頒獎典禮         | 最佳合唱歌曲            | 《陪著你走》（與譚嘉儀合唱）       | 金獎             |
| 2017年 | 2017年度勁歌金曲頒獎典禮         | 最佳合唱歌曲            | 《欲言又止》（與菊梓喬合唱）       | 銅獎             |
| 2017年 | 萬千星輝頒獎典禮2017             | 最佳男主角              | 《踩過界》文申俠                   | 獲獎             |
| 2017年 | 萬千星輝頒獎典禮2017             | 最受歡迎電視男角色      | 《不懂撒嬌的女人》程日暉           | 最後五強         |
| 2017年 | 萬千星輝頒獎典禮2017             | 最受歡迎劇集歌曲        | 《心眼》                           | 提名             |
| 2017年 | 萬千星輝頒獎典禮2017             | 最受歡迎劇集歌曲        | 《欲言又止》                       | 與菊梓喬合唱提名 |
| 2017年 | 萬千星輝頒獎典禮2017             | 最受歡迎電視拍檔        | 《不懂撒嬌的女人》（與唐詩詠）     | 提名             |
| 2017年 | 萬千星輝頒獎典禮2017             | 最受歡迎電視拍檔        | 《踩過界》（與張振朗）             | 提名             |
| 2017年 | 微博之星                         | 微博年度跨界藝人        | 不適用                             | 獲獎             |
| 2017年 | 觀眾在民間電視大獎2017           | 民選最佳男主角          | 《踩過界》文申俠                   | 得票第二名       |
| 2017年 | 香港電視大獎2017                 | 男主角獎（劇集）        | 《踩過界》文申俠                   | 得票第二名       |
| 2017年 | 香港電視大獎2017                 | 劇集及節目歌曲獎        | 《心眼》                           | 得票第四名       |
| 2018年 | 萬千星輝頒獎典禮2018             | 最佳男主角              | 《兄弟》張非凡                     | 最後五強         |
| 2018年 | 萬千星輝頒獎典禮2018             | 最受歡迎電視男角色      | 《兄弟》張非凡                     | 提名             |
| 2018年 | 萬千星輝頒獎典禮2018             | 馬來西亞最喜愛TVB男主角 | 《兄弟》張非凡                     | 最後三強         |
| 2018年 | 萬千星輝頒獎典禮2018             | 新加坡最喜愛TVB男主角   | 《兄弟》張非凡                     | 提名             |
| 2018年 | 萬千星輝頒獎典禮2018             | 最受歡迎電視歌曲        | 《非凡》                           | 提名             |
| 2019年 | 萬千星輝頒獎典禮2019             | 最佳男主角              | 《解決師》敖熙辰                   | 最後五強         |
| 2019年 | 萬千星輝頒獎典禮2019             | 最受歡迎電視男角色      | 《解決師》敖熙辰                   | 最後五強         |
| 2019年 | 萬千星輝頒獎典禮2019             | 最受歡迎電視歌曲        | 《愛不起》                         | 提名             |
| 2019年 | 2019年度勁歌金曲頒獎典禮         | 勁歌金曲獎              | 《愛不起》                         | 提名             |
| 2019年 | 2019年度勁歌金曲頒獎典禮         | 最佳原创歌曲            | 《愛不起》                         | 金獎             |
| 2019年 | 2019年度勁歌金曲頒獎典禮         | 最受歡迎男歌星          | 不適用                             | 提名             |
| 2019年 | 2019年度勁歌金曲頒獎典禮         | 人气王大奖（男歌星）    | 不適用                             | 獲獎             |
| 2020年 | 萬千星輝頒獎典禮2020             | 最佳男主角              | 《踩過界II》文申俠                 | 獲獎             |
| 2020年 | 萬千星輝頒獎典禮2020             | 馬來西亞最喜愛TVB男主角 | 《踩過界II》文申俠                 | 獲獎             |
| 2020年 | 萬千星輝頒獎典禮2020             | 最受歡迎電視男角色      | 《反黑路人甲》張細倫               | 最後五強         |
| 2020年 | 萬千星輝頒獎典禮2020             | 最受歡迎電視拍檔        | 《反黑路人甲》（與張振朗及朱敏瀚） | 獲獎             |
| 2020年 | 萬千星輝頒獎典禮2020             | 最受歡迎電視歌曲        | 《似真如假》                       | 提名             |
| 2020年 | 萬千星輝頒獎典禮2020             | 最受歡迎電視歌曲        | 《心眼》                           | 提名             |
| 2020年 | 萬千星輝頒獎典禮2020             | 最受歡迎電視歌曲        | 《甘心替代你》                     | 提名             |
| 2020年 | 2020年度勁歌金曲頒獎典禮         | 勁歌金曲獎              | 《甘心替代你》                     | 提名             |
| 2020年 | 2020年度勁歌金曲頒獎典禮         | 勁歌金曲獎              | 《似真如假》                       | 提名             |
| 2020年 | 2020年度勁歌金曲頒獎典禮         | 最佳改編歌曲金獎        | 《甘心替代你》                     | 獲獎             |
| 2020年 | 2020年度勁歌金曲頒獎典禮         | 最受歡迎男歌星          | 不適用                             | 提名             |
| 2020年 | 2020年度勁歌金曲頒獎典禮         | 人氣王大獎              | 不適用                             | 獲獎             |
| 2020年 | YAHOO!人氣大獎2020 頒獎典禮      | 人氣電視男角色          | 《反黑路人甲》張細倫               | 獲獎             |
| 2021年 | 萬千星輝頒獎典禮2021             | 最佳男主角              | 《刑偵日記》葉勁峰                 | 最後十強         |
| 2021年 | 萬千星輝頒獎典禮2021             | 最受歡迎電視男角色      | 《刑偵日記》葉勁峰                 | 提名             |
| 2021年 | 萬千星輝頒獎典禮2021             | 馬來西亞最喜愛TVB男主角 | 《刑偵日記》葉勁峰                 | 最後五強         |
| 2021年 | 萬千星輝頒獎典禮2021             | 最受歡迎電視拍檔        | 《刑偵日記》（與袁偉豪）           | 提名             |
| 2021年 | 萬千星輝頒獎典禮2021             | 最受歡迎電視歌曲        | 《天窗》                           | 提名             |
| 2021年 | 萬千星輝頒獎典禮2021             | 最受歡迎電視歌曲        | 《蝴蝶效應》（與菊梓喬合唱）       | 提名             |
| 2021年 | 觀眾在民間電視大獎2021           | 民選最佳男主角          | 《刑偵日記》葉勁峰                 | 提名             |
| 2021年 | 觀眾在民間電視大獎2021           | 民選最佳電視歌曲        | 《蝴蝶效應》（與菊梓喬合唱）       | 提名             |

## 外部連結
- 王浩信的新浪微博
- 王浩信在香港影庫上的簡介
- 王浩信的Facebook專頁
- 王浩信的Instagram帳戶